# Археологічний музей Іракліону
35°20′21″ пн. ш. 25°08′15″ сх. д. / 35.33918° пн. ш. 25.13749° сх. д.
Археологічний музей Іракліону — один з найбільших музеїв Греції та найкращий у світі, присвячений мистецтву мінойської цивілізації.

## Історія
Історія музею починається 1883 року з невеличкої колекції артефактів. Окрему будівлю було зведено в 1904—1912 роках завдяки двом грецьким археологам: Йозифу Хадзідакісу і Стефаносу Ксантудідісу. На його місці в період венеційського правління розташовувався один з найбагатших і найбільших католицьких монастирів Криту — монастир Св. Франциска, зруйнований землетрусом в 1856 році. У 1937 році почалися роботи з перепланування музею, він став більш сейсмостійким. Роботу проводив відомий грецький архітектор Патроколос Карантінос. Під час Другої світової війни будівлю було серйозно ушкоджено, але завдяки зусиллям професора Ніколаоса Платона скарби музею вдалося зберегти, і в 1952 році вони знову стали доступні для огляду. У 1964 році було добудовано ще одне крило.
Музей був закритий на реконструкцію наприкінці 2006 року. Діє тимчасова експозиція, до якої увійшли близько 450 експонатів, серед них всі головні артефакти: Фестський диск, Богиня зі зміями, Ваза з восьминогом, фрески «Таврокатапсія» та «Принц з ліліями».

## Експозиція

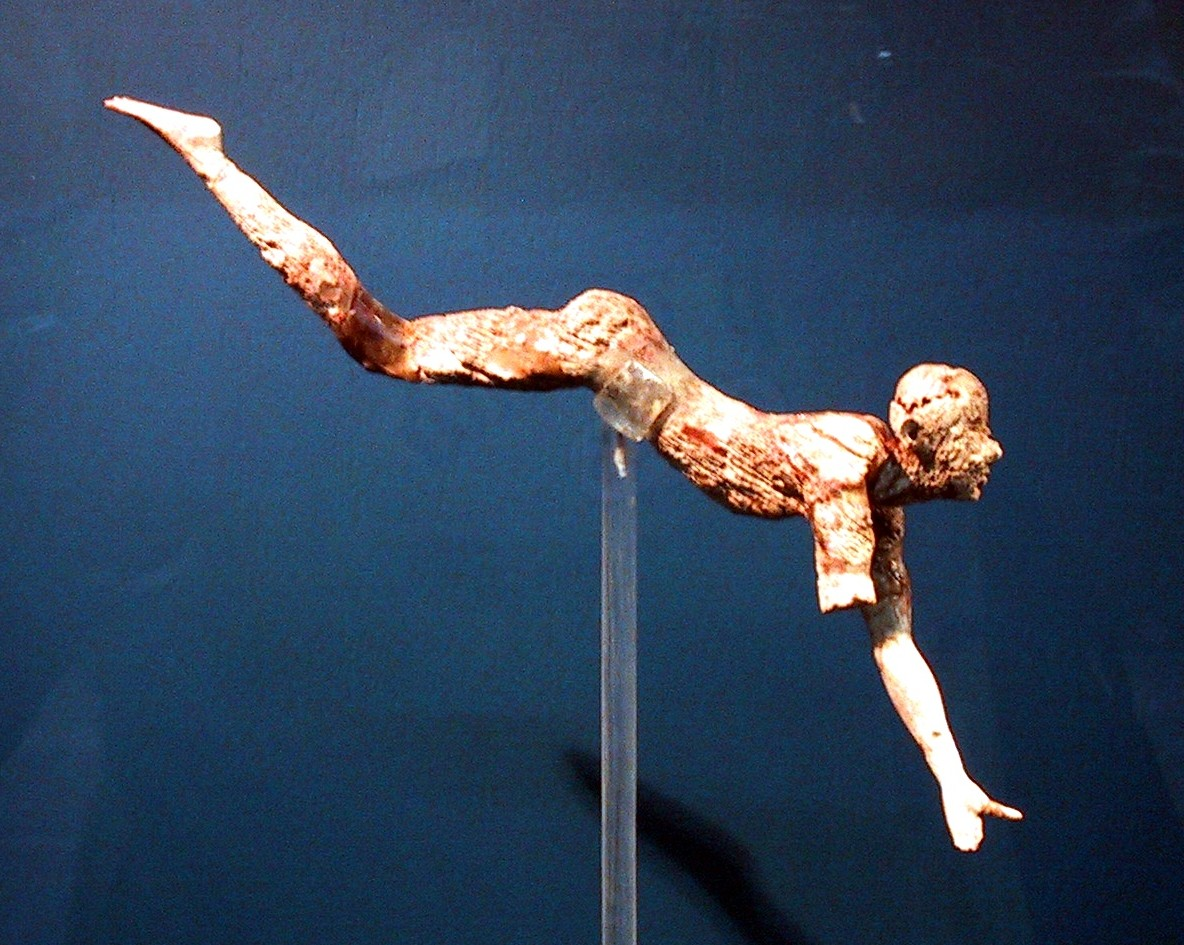
Боєць з биком, мінойська фігурка, кімната 6

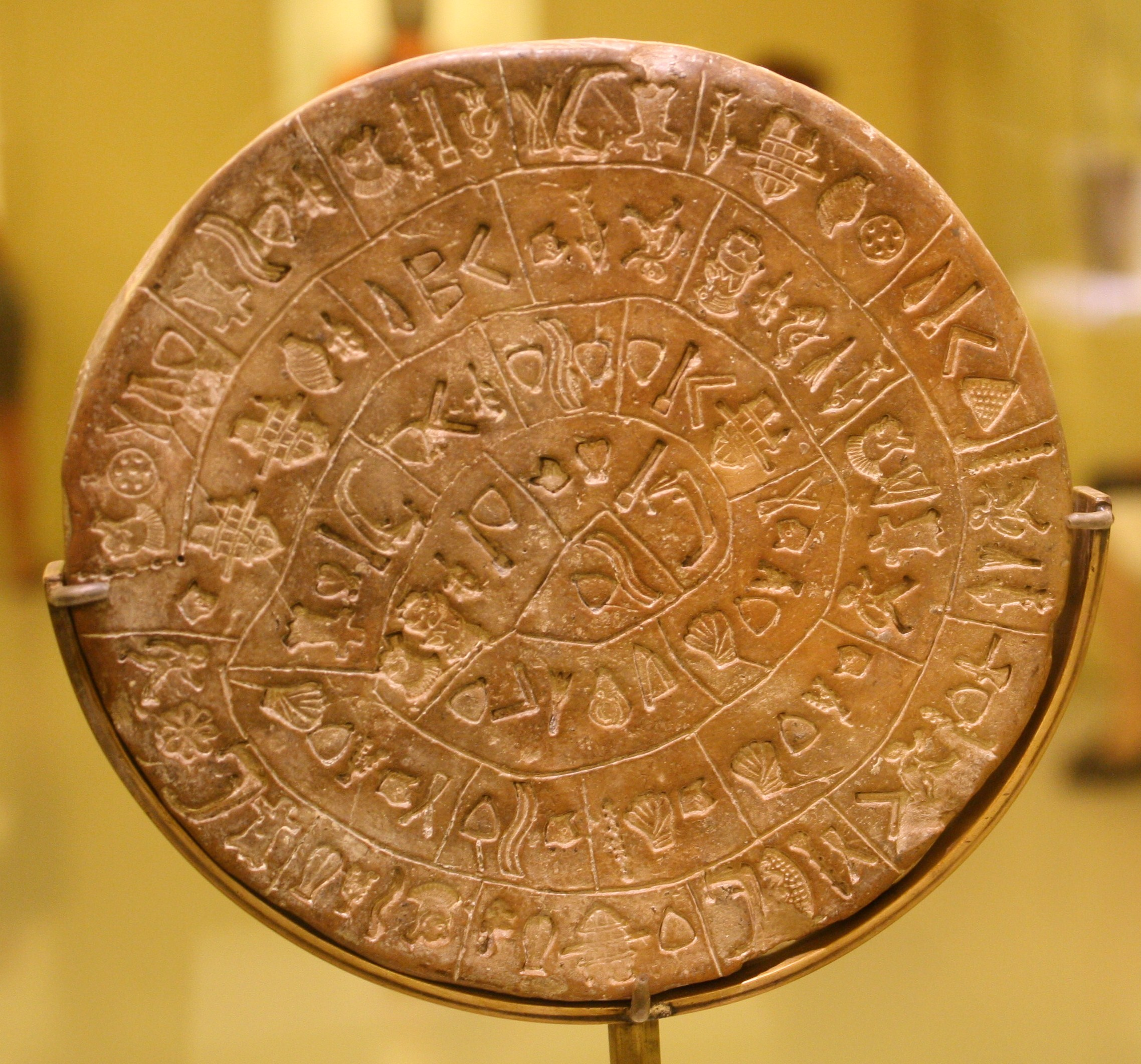
Фестський диск, кімната 3

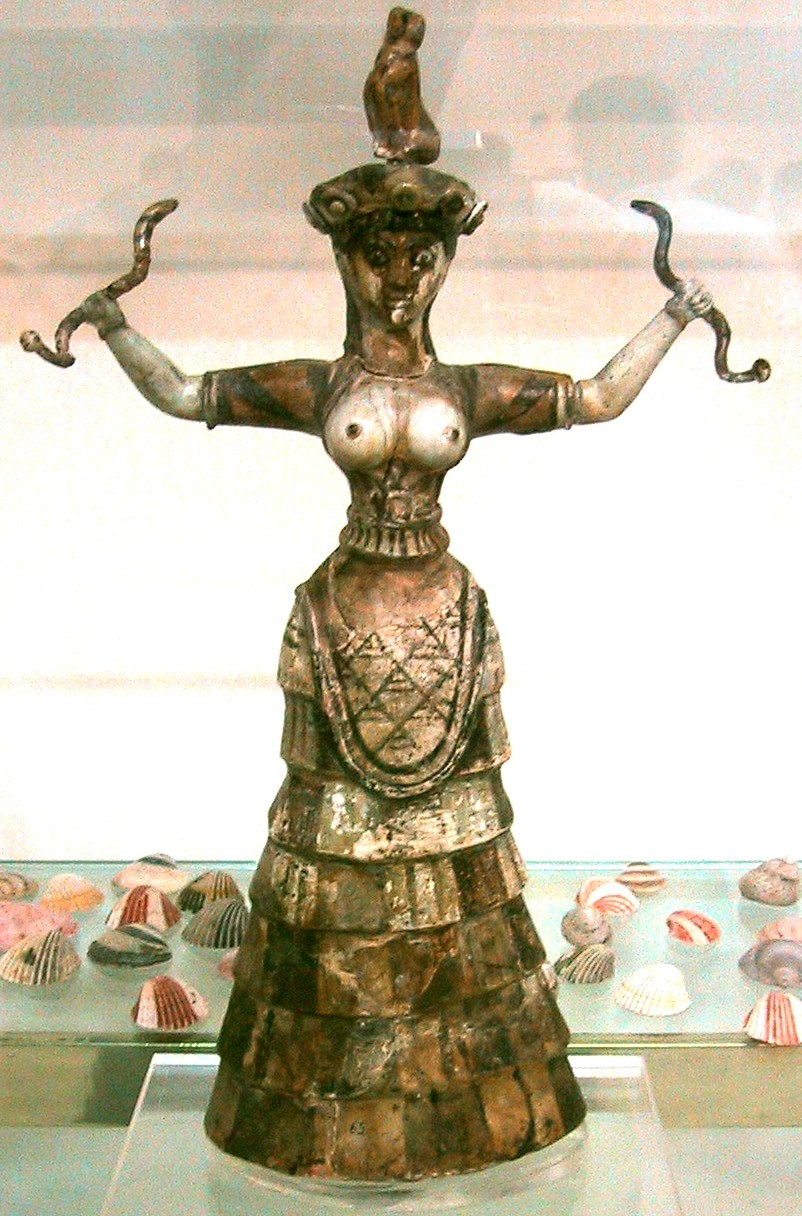
Богиня зі зміями, кімната 4

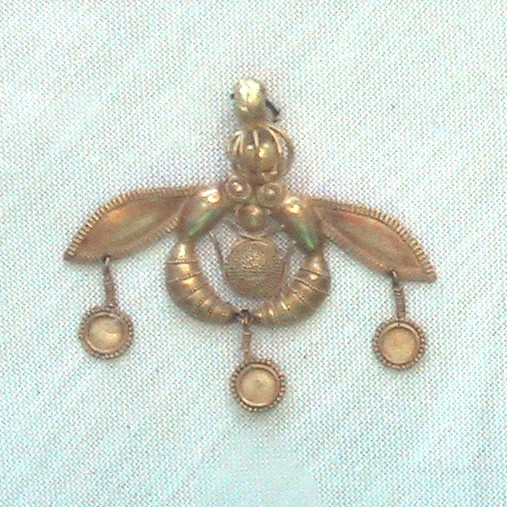
Малійська золота прикраса із двома осами, кімната 7

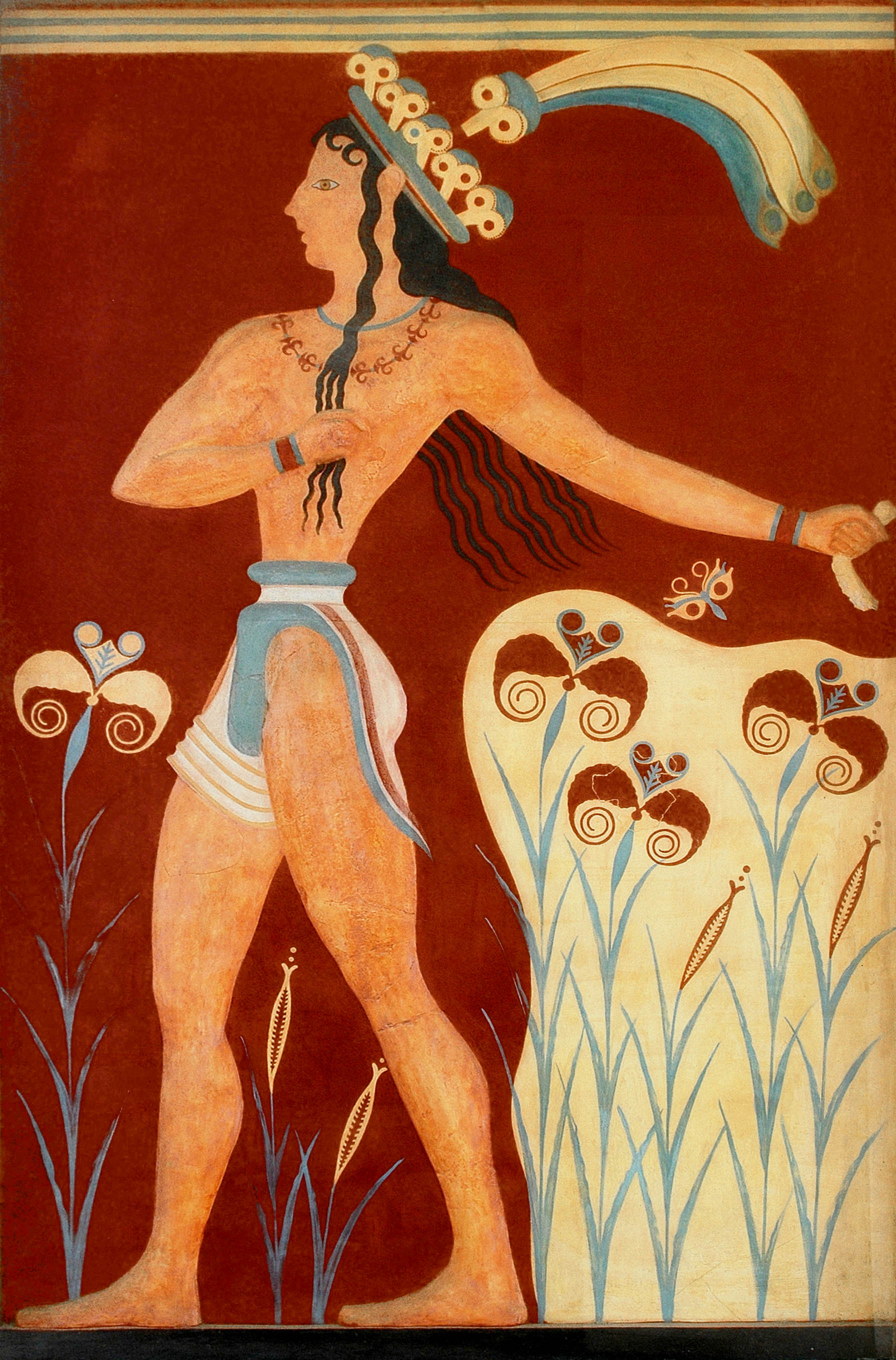
Принц з ліліями, кімната

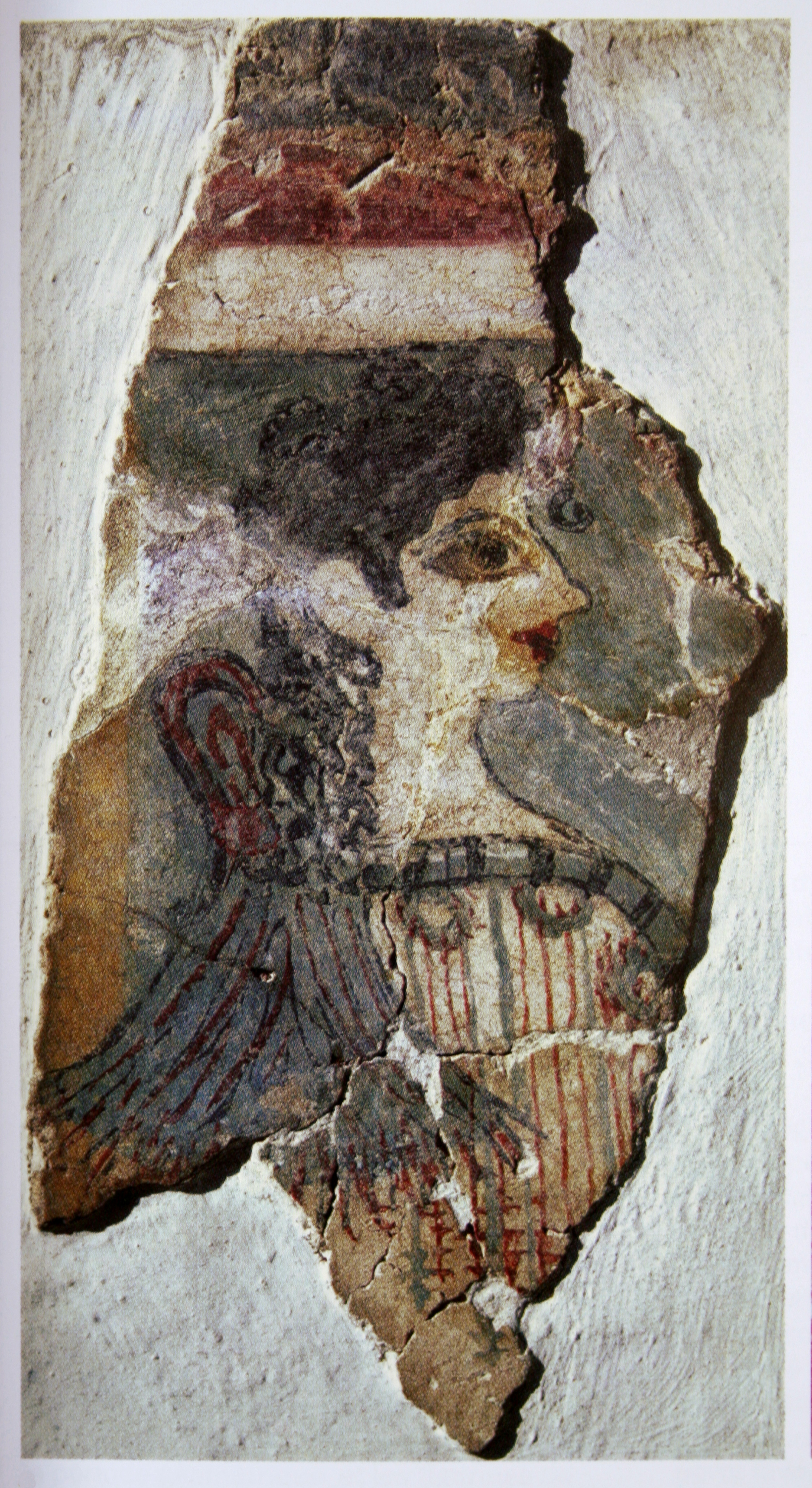
«Парижанка», кімната 16

Сьогодні в музеї двадцять кімнат, що містять експонати, зібрані з усього Криту. Крім колекції мінойського мистецтва, в музеї представлені й інші періоди історії Криту — від неоліту до греко-романського панування. Однак саме мінойський період складає основу експозиції. Усі нові експонати доставляються в музей безпосередньо з місця розкопок.
У музеї два поверхи, на першому розташовані 13 кімнат, на другому поверсі представлені фрагменти оригінальних фресок Мінойському Палацу в Кноссі. Огляд експонатів проходить в хронологічному порядку. Експозиція охоплює понад 3000 років: від неоліту (5000-2500 до н. е.) до знахідок після палацового періоду (2000—1700 до н. е.).

### Кімната 1
Від неоліту до допалацового (ранньомінойського) періоду (6000-2000 р. до н. е.):
- Неолітична богиня родючості
- Знахідки з Василіки
- Кам'яні глечики з острова Мохлос
- Маленькі глиняні фігурки

### Кімната 2
Артефакти 2000—1700 років до н. е., знайдені в Кноссі, Маллії і деяких гірських святилищах, зокрема:
- Кераміка стилю Камарес
- Глазуровані тарілки у формі фасадів мінойських осель
- Статуетки з гірських святилищ

### Кімната 3
Містить артефакти:
- Фестський диск
- Кераміка стилю Камарес

### Кімната 4
Виставлені вироби, що датуються 1700—1450 роками до н. е., серед них:
- Ритон у вигляді голови бика з Кносса
- Дві фігурки богині зі зміями (велика і мала)
- Інструменти і зброя, в основному відлиті з бронзи
- Чаші з написами лінійним письмом А

### Кімната 5
Демонструються вироби, що датуються 1450—1400 роками до н. е., серед них:
- Товари з Єгипту
- Глиняна модель будинку
- Зразки написів лінійним письмом А і лінійним письмом Б

### Кімната 6
Предмети, знайдені в похованнях у Кноссі, Фесті і Арханесі, серед них:
- Глиняні статуетки
- Золоті прикраси
- Кінське поховання з толосу в Арханесі

### Кімната 7
Демонструються вироби, що датуються 1700—1300 роками до н. е., що були знайдені на місцях невеликих поселень й окремих будівель, а також у сакральних печерах, серед них:
- Бронзові подвійні сокири — лабріс
- «Ваза з женцями» з Агіа-Тріада
- Стеатітовие вази з Агіа-Тріада
- Золоті прикраси з Маллії

### Кімната 8
Знахідки з палацу у Закросі (1700—1450 роки до н. е.), серед них:
- Ритон з гірського кришталю
- Ритон у вигляді голови бика
- Кераміка в рослинному і морському стилі

### Кімната 9
Показ артефактів, що датуються 1700—1450 роками до н. е. зі сходу Криту, серед них:
- Теракотові статуетки з святині Пісокефало
- Кам'яні печатки

### Кімната 10
Демонстрація виробів 1400—1100 років до н. е., серед них:
- Глиняні статуетки
- Глиняна скульптура танцюристів і музиканта, який грає на лірі

### Кімната 11
Демонстрація предметів періоду появи дорійців на Криті (1100—900 р. до н. е.), серед них:
- Зброя та інструменти, в основному із заліза
- Глиняні статуетки, що символізують родючість
- Підношення богам

### Кімната 12
Вироби до 650 до н. е., серед них:
- Керамічні вироби, прикрашені зображеннями грифонів
- Артефакти і статуетки з Като-Сайм

### Кімната 13
Демонстрація артефактів Мінойської ери, серед них:
- Мінойські ларнаки (глиняні саркофаги)

### Кімната 14
Демонстрація артефактів, серед них:
- Фрески з Кносса й Агіа-Тріада
- Саркофаги з Агіа-Тріада

### Кімната 15 та 16
Демонстрація артефактів, серед них:
- Фрески, в тому числі знаменита «Парижанка» (фр. La Parisienne)

### Кімната 20
Демонстрація артефактів класичного та греко-романського періодів, серед них:
- Скульптури класичного та греко-романського періодів